# Jakob Steinkellner
Jakob Steinkellner (* 1995 in Linz) ist ein österreichischer Akkordeonist und Spieler der Diatonischen Harmonika.

## Leben und Wirken
Steinkellner, aufgewachsen im oberösterreichischen Wartberg ob der Aist, lernte ab 2001 Akkordeon. 2009 bestand er die Aufnahmeprüfung für das „Künstlerische Basisstudium“ am Akkordeon an der Anton Bruckner Privatuniversität Linz in der Klasse von Alfred Melichar. Zur selben Zeit begann er mit dem Erlernen der Diatonischen Harmonika. Im Jahr 2020 schloss Jakob Steinkellner die Master-Studien Akkordeonpädagogik und Akkordeon Konzertfach an besagter Institution ab. Zusätzlich absolvierte er die Schwerpunktstudien "Musizieren mit Menschen mit Behinderungen" und "Diatonische Harmonika". Während seiner Ausbildung nahm er an Meisterkursen von Mika Väyrynen, Klaudiusz Baran, Owen Murray, Yuri Shishkin, Raimondas Sviackevicius teil.
Der Musiker konzertierte in Österreich, Deutschland, Italien, Tschechien, England, Ungarn, Slowenien, der Slowakei, Rumänien, Serbien, Griechenland, Montenegro, der Ukraine, Peru, Kanada, den USA, Japan, Vietnam, den Philippinen und anderen Ländern. Als Instrumentalist arbeitete Jakob Steinkellner mit den Komponisten Doina Cezara Procopciuc, Martin Rainer, Christoph Herndler, Katharina Roth, Irene Kepl, Michaela Schausberger, Gerald Resch, Walter Sitz, Enrique Mendoza, Katharina Klement, Max Riefer, Tobias Leibetseder, Katharina Rosenberger oder Kristine Tjøgersen zusammen.
Von 2022 bis 2023 leitete Steinkellner den Studiengang für Volksmusik an der Hochschule für Musik und Theater München. Als Gastdozent wurde Steinkellner bereits ins National Conservatory of Music in Lima (Peru), an die Musikhochschule in Ayacucho (Peru), ins Instituto Superior de Música in Cusco (Peru), an die University of Social Sciences and Humanities in Ho Chi Minh City (Vietnam), die Hochschule für Kultur und Kunst in Da Nang (Vietnam), die National Academy of Music Vietnam in Hanoi (Vietnam) und die Junior Highschool von Kawaguchikokita (Japan) eingeladen.

## Preise und Auszeichnungen
Zu Steinkellners musikalischen Erfolgen zählen:
- 2006 der 1. Preis in der Unterstufe beim Werner Brüggemann Wettbewerb,
- 2008 der 1. Preis und Gesamtsieg aller Altersstufen beim Werner Brüggemann Wettbewerb,
- 2009 der 1. Preis beim Keys to Music Wettbewerb,
- 2015 der 1. Preis beim Prima la Musica Landeswettbewerb in Wels
- 2015 der 1. Preis beim Prima la Musica Bundeswettbewerb in Wien.[7]
- 2020 wurde der Musiker im Ensemble „Quetschwork Family“ mit Kulturfördergeldern des Viertelfestivals NÖ ausgezeichnet.[8]
- 2021 wurde Steinkellner mit der Formation „Lizard – Linzer Ensemble für Neue Musik“ im Förderprogramm EXTRA 2021 vom Land OÖ und der KUPF OÖ für initiative Kunstprojekte für ein lebendiges Kultur(er)leben nach der Corona-Krise bepreist.[9]
- 2022 wurde Jakob Steinkellner im Förderprogramm NASOM (The New Austrian Sound of Music) des BMEIA (Bundesministerium für europäische und internationale Angelegenheiten der Republik Österreich) für den Zeitraum von 2023 bis 2024 zum österreichischen Vertreter der Sparte "Weltmusik" ernannt.[10]

## Diskographische Hinweise

### Akkordeon
- Doina Cezara Procopciuc: Lavra für Tanz, Violoncello und Akkordeon (2017) (UA)
- Martin Rainer: Denk-Mal für Stimme, Akkordeon und Schlagwerk (2017) (UA)
- Doina Cezara Procopciuc: Personificare für Akkordeon Solo (2021) (UA)
- Lizard – Linzer Ensemble für aktuelle Musik: Gerald Resch – Con Moto (2021)
- Lizard – Linzer Ensemble für aktuelle Musik: Kristine Tjøgersen – Travelling light II (2021)
- Lizard – Linzer Ensemble für aktuelle Musik: Irene Kepl – Aun a Laus (2021)
- Lizard – Linzer Ensemble für aktuelle Musik: Enrique Mendoza – Dread (2022) (UA)
- Lizard – Linzer Ensemble für aktuelle Musik: Tobias Leibetseder – Staub (2022) (UA)
- Lizard – Linzer Ensemble für aktuelle Musik: Katharina Klement – Netz (2022) (UA)
- Lizard – Linzer Ensemble für aktuelle Musik: Max Riefer – Cicak (2022) (UA)
- Lizard – Linzer Ensemble für aktuelle Musik: Katharina Roth – schmelzen (2022) (UA)

### Diatonische Harmonika
- Quetschwork Family: Kopfkino (CD, 2018)
- Quetschwork Family: Glaub An Di (Single, 2019)
- Diatonische Harmonika Solo: Denkwechsel (CD, 2019)
- Quetschwork Family: Na guade Weihnacht (CD, 2022)

## Publikationen
- Notenheft: Denkwechsel – Griffschrift (2019)
- Notenheft: Denkwechsel – Normalnotation (2019)
- Artikel in der Zeitschrift „akkordeon magazin“: Gastkomponist – Jakob Steinkellner (2022)
- Artikel in der Zeitschrift „diatonisch“: Griffschrift (2022)
- Artikelserie im Magazin „diatonisch“: Musik und Inklusion
  - Musik und Inklusion (2022)
- Artikelserie im Magazin akkordeon magazin: Künstlerportraits (2022)
  - Prof. Alfred Melichar: 40 Jahre Akkordeonausbildung an der Anton Bruckner Privatuniversität Linz (2022)